# 汪兴琪
汪兴琪（1962年—），上海人，中国男子击剑运动员。他曾在韩国汉城进行的1986年亚洲运动会中获得男子佩剑个人金牌以及男子佩剑团体金牌。